# Nida
För andra betydelser, se Nida (olika betydelser).
Nida (tyska: Nidden), är en by i Litauen med omkring 1 700 invånare, belägen mitt på det Kuriska näset.
Nida tillhörde intill 1945 provinsen Ostpreussen, Tyskland, och 1945-1990 Sovjetunionen. 
Nida ligger 48 kilometer från Klaipėda och fyra kilometer från gränsen till den ryska exklaven Kaliningrad, och knappt 20 km norr om världens första fågelstation Rositten.
Samhället är en utpräglad sommarort som sommartid tar emot runt 50 000 turister. Nida, vars stränder är kända för att ha bland de högsta sanddyner i Europa, har en känd nakenstrand. Nidas flygplats invigdes 1967. 
Kända monument i byn är ett solur, den nygotiska kyrkan och författaren Thomas Manns sommarhus. I huset, där han bodde under sommarmånaderna 1930-1932, finns idag en liten utställning om honom. Sedan år 2000 har en årlig jazzfestival hållits på orten.
Hela Kuriska näset togs år 2000 upp på Unescos världsarvslista.

## Galleri

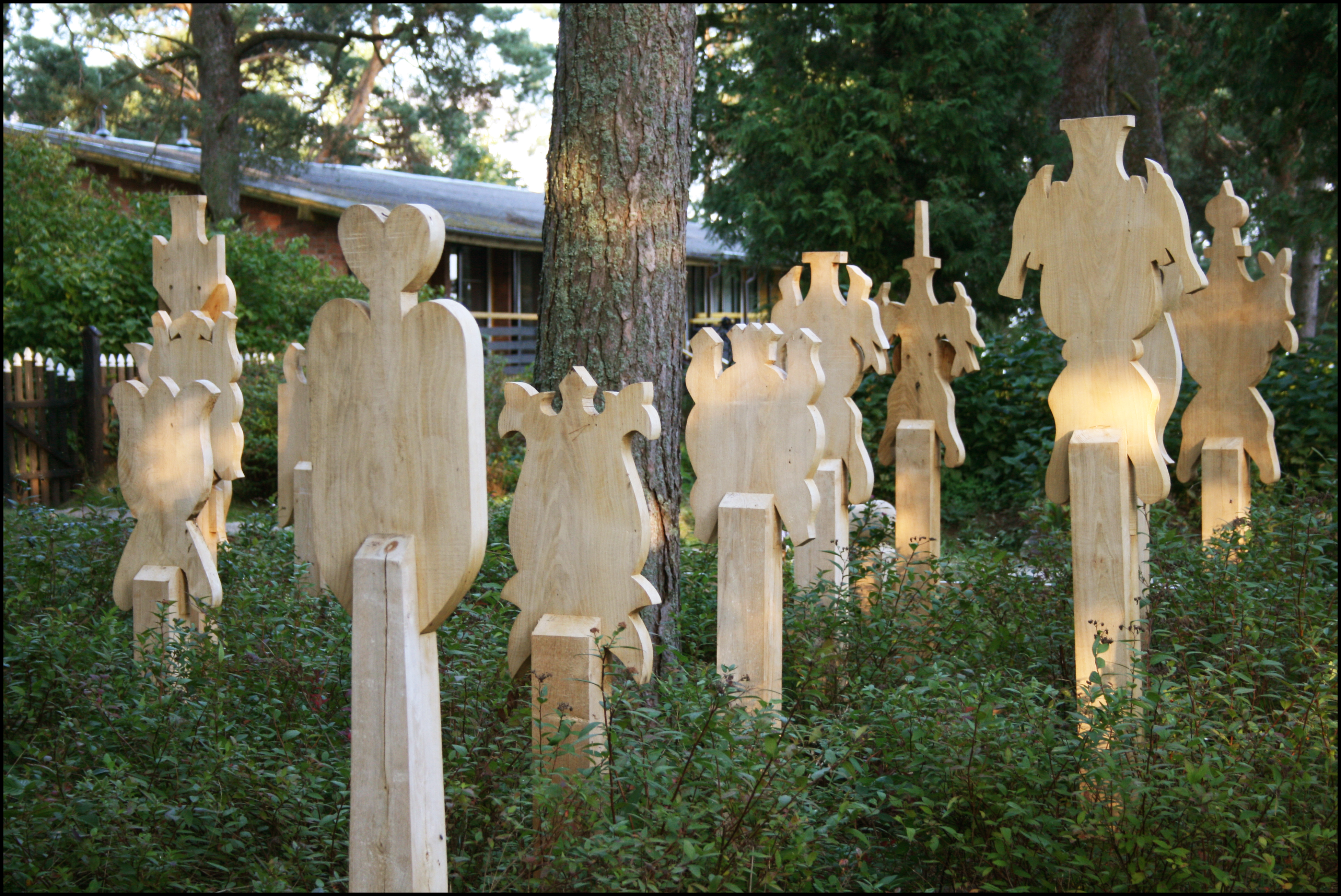
Restaurerade begravningsmonument vid etnografiska kyrkogården i Nida.
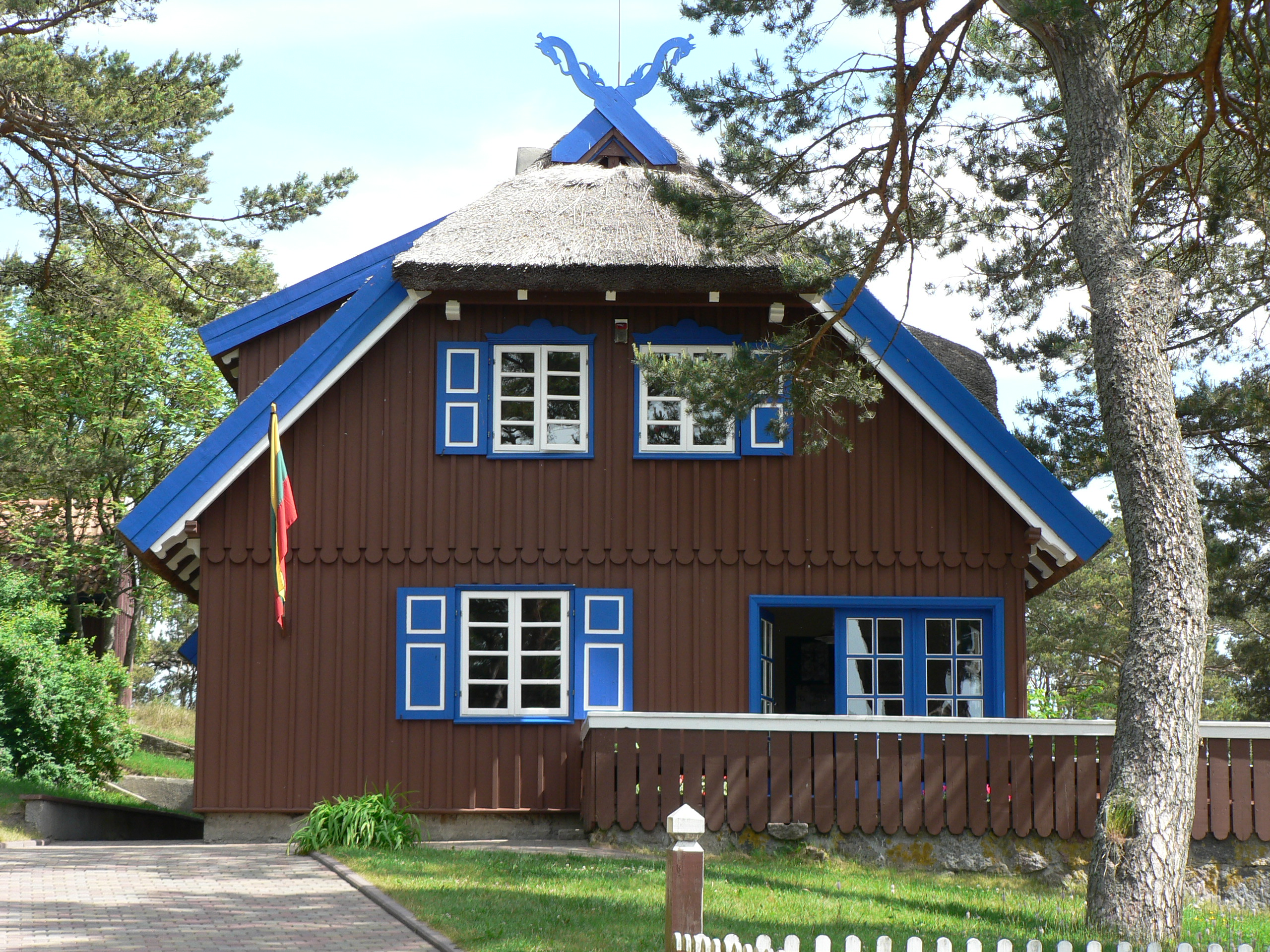
Thomas Manns sommarhus.
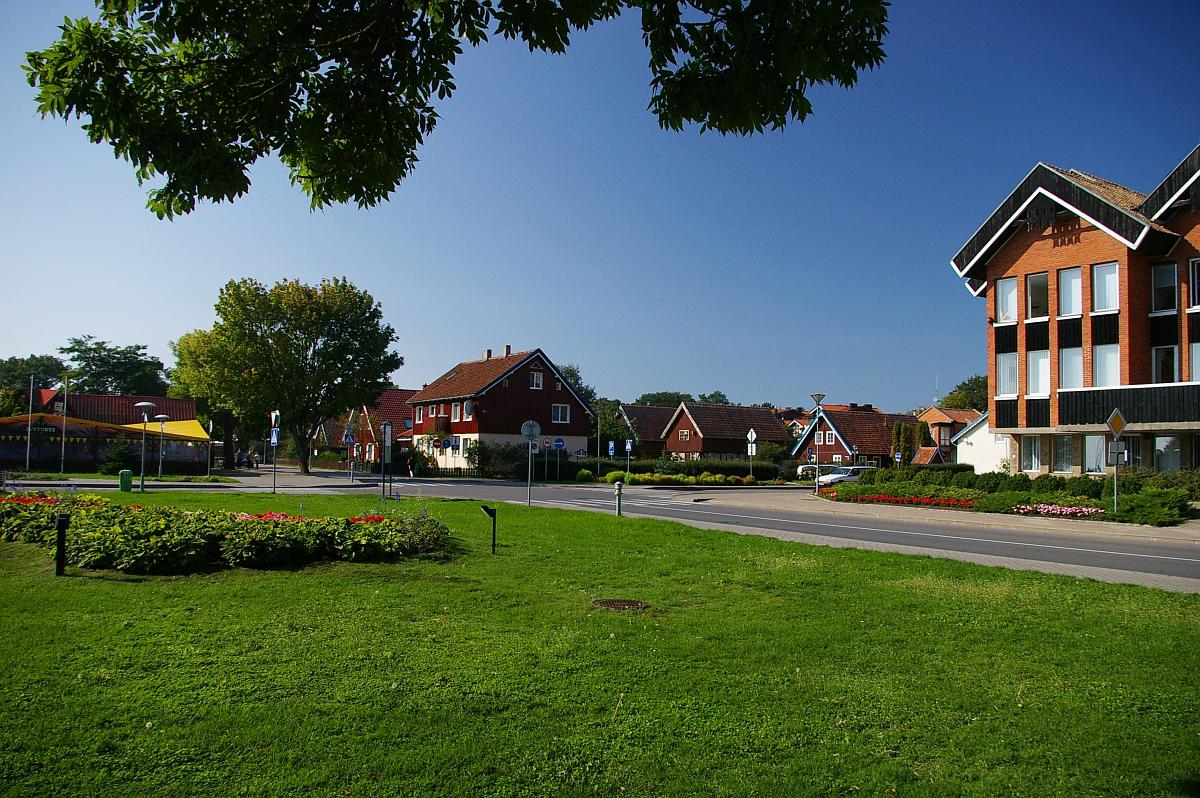
Centrala Nida
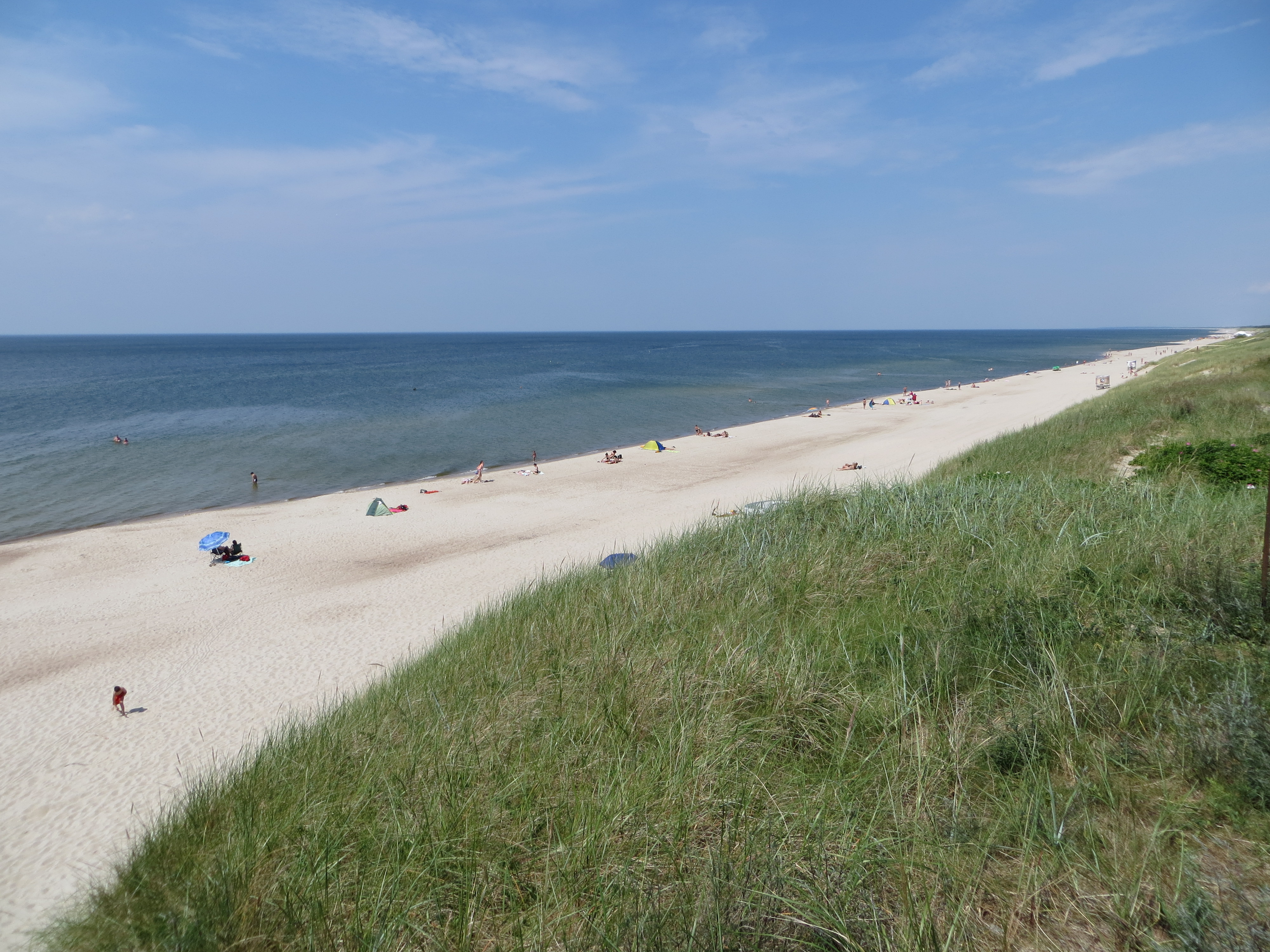
En strand 2013.
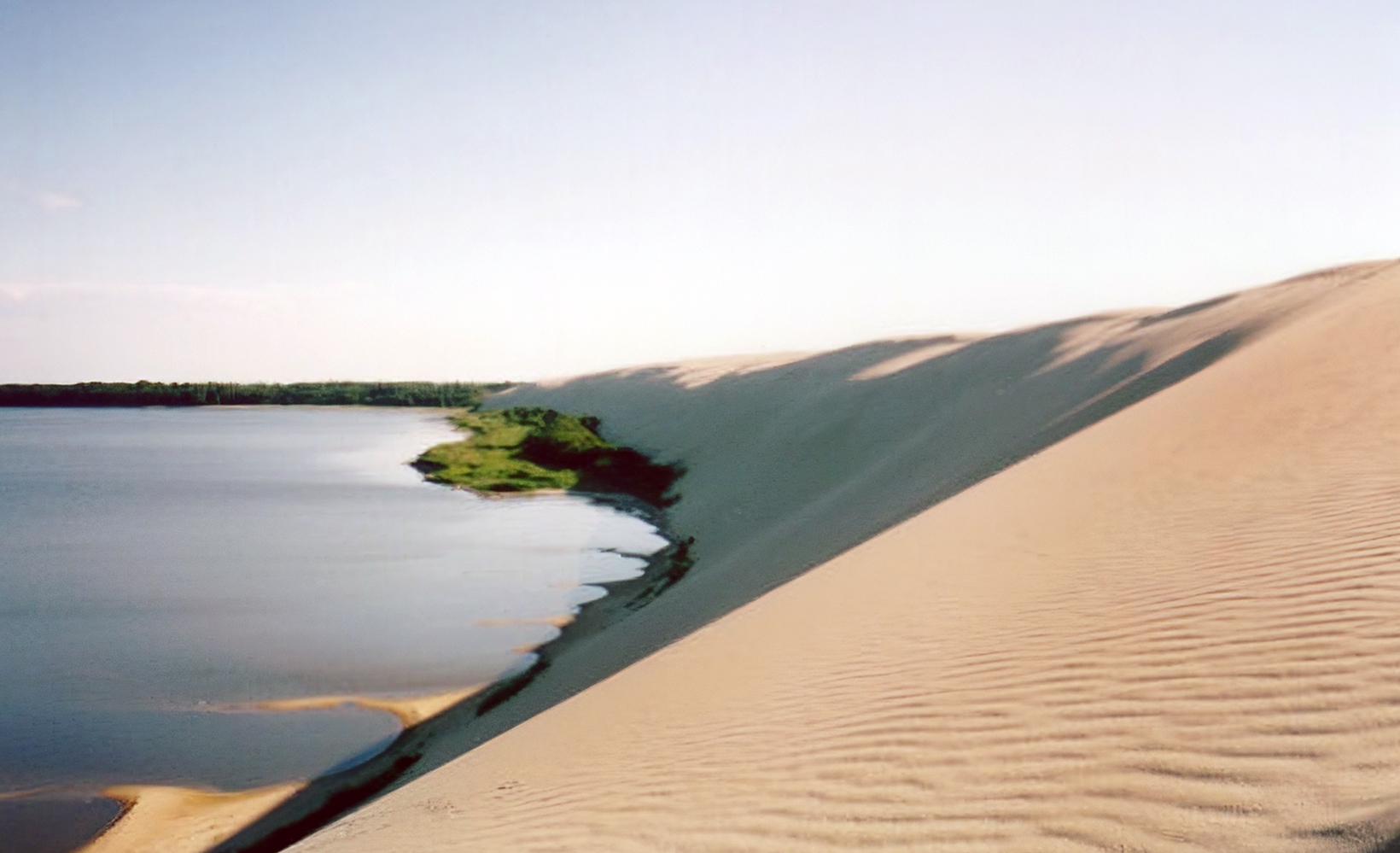
Sanddyn vid Nida
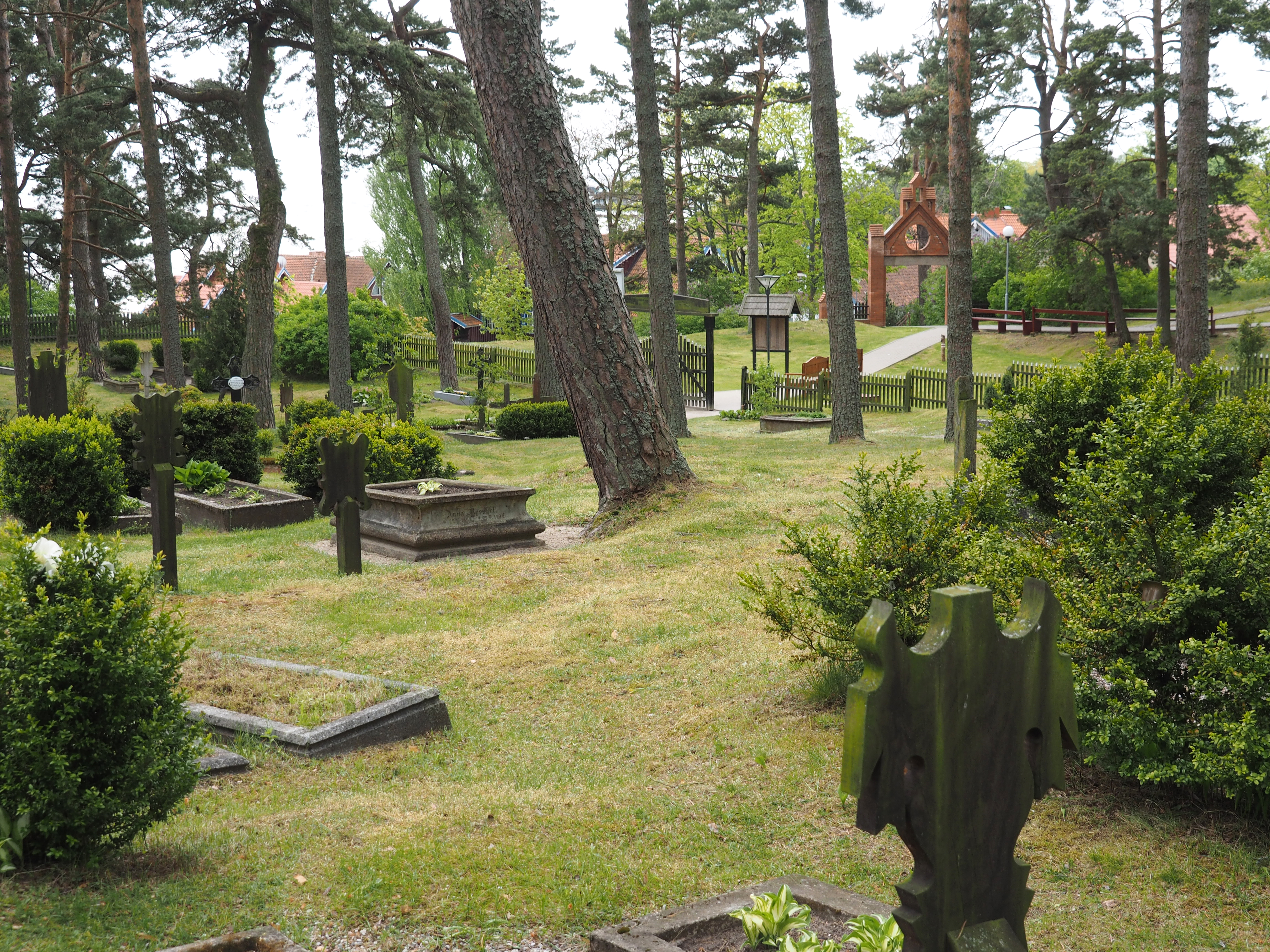
Gamla kyrkogården.
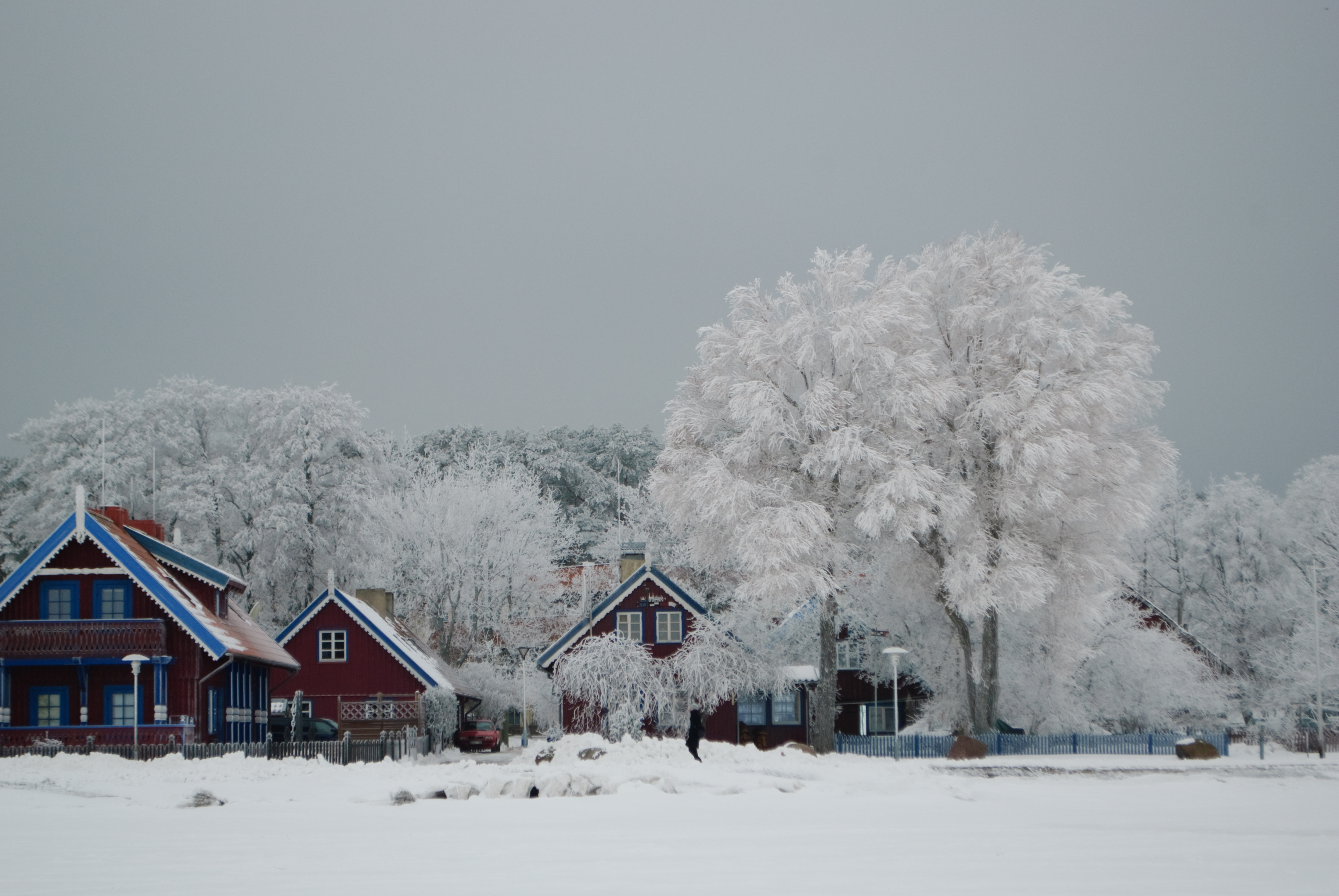
Nida på vintern.